# San Giuliano del Sannio
San Giuliano del Sannio är en ort och kommun i provinsen Campobasso i regionen Molise i Italien. Kommunen hade 985 invånare (2018).